# Collegio di Bristol Central
Bristol Central è un collegio elettorale inglese situato nella città di Bristol e rappresentato alla camera dei Comuni del parlamento del Regno Unito. Elegge un membro del parlamento con il sistema maggioritario a turno unico; l'attuale parlamentare è Carla Denyer del Partito Verde di Inghilterra e Galles, che rappresenta il collegio dal 2024.

## Estensione
- 1918–1950: i ward del borgo di Bristol di Central East, Central West, Redcliffe, St Augustine, St James, St Paul e St Philip and Jacob South.
- 1950–1955: i ward del borgo di Bristol Easton, Knowle, Redcliffe, St Paul, St Philip and Jacob North e St Philip and Jacob South.
- 1955–1974: i ward del borgo di Bristol di Easton, Knowle, St Paul, St Philip and Jacob e Windmill Hill.
- dal 2024: i ward della città di Bristol di Ashley, Central, Clifton, Clifton Down, Cotham, Hotwells and Harbourside e Redland.[1]

## Membri del parlamento
| Elezione | Elezione        | Deputato              | Partito               |
| -------- | --------------- | --------------------- | --------------------- |
|          | 1918            | Thomas Inskip         | Conservatore          |
|          | 1929            | Joseph Alpass         | Laburista             |
|          | 1931            | Allen Bathurst        | Conservatore          |
| 1943 (S) | Violet Bathurst |                       | Conservatore          |
|          | 1945            | Stan Awbery           | Laburista             |
| 1964     | Arthur Palmer   |                       | Laburista             |
|          | Feb 1974        | Collegio abolito      | Collegio abolito      |
|          | 2024            | Collegio ri-istituito | Collegio ri-istituito |
|          | 2024            | Carla Denyer          | Verde                 |

## Elezioni

### Elezioni negli anni 2020
| Partito                    | Partito                                  | Candidato                  | Risultati 4 luglio 2024 | Risultati 4 luglio 2024 |
| Partito                    | Partito                                  | Candidato                  | Voti                    | %                       |
| -------------------------- | ---------------------------------------- | -------------------------- | ----------------------- | ----------------------- |
|                            | Verdi                                    | Carla Denyer               | 24 539                  | 56,59                   |
|                            | Laburista                                | Thangam Debbonaire         | 14 132                  | 32,59                   |
|                            | Conservatore                             | Samuel Williams            | 1 998                   | 4,61                    |
|                            | Reform UK                                | Robert Clarke              | 1 338                   | 3,09                    |
|                            | Lib Dem                                  | Nicholas Coombes           | 1 162                   | 2,68                    |
|                            | Party of Women                           | Kellie-Jay Keen            | 196                     | 0,45                    |
|                            |                                          |                            |                         |                         |
| Iscritti                   | Iscritti                                 | Iscritti                   | 62 735                  | 100,00                  |
| ↳ Votanti (% su iscritti)  | ↳ Votanti (% su iscritti)                | ↳ Votanti (% su iscritti)  | 43 365                  | 69,12                   |
| ↳ Astenuti (% su iscritti) | ↳ Astenuti (% su iscritti)               | ↳ Astenuti (% su iscritti) | 19 370                  | 30,88                   |
|                            |                                          |                            |                         |                         |
|                            | Esito: collegio a Verdi (nuovo collegio) |                            |                         |                         |